# Rojals
Per a la població de la Conca de Barberà vegeu Rojals (Montblanc).
Rojals (oficialment i en castellà Rojales) és un municipi del País Valencià situat al Baix Segura, a la vora del Segura, que travessa el nucli tradicional al llarg de dos kilòmetres. Té 10.681 habitants, que habiten majoritàriament a Ciudad Quesada i també al nucli de Las Heredades.
De tradicional economia basada en l'agricultura i l'artesania del cànem, el lli i l'espart ha vist aquesta reforçada amb el turisme en les darreres dècades. Els monuments més importants són l'església, la sénia i el pont de pedra sobre el Segura. Aquest pont consta de tres ulls i va ser construït sota el regnat de Carles III, finalitzat el 23 d'octubre de 1790.

## Geografia
Rojals es troba al sud del País Valencià, a la comarca del Baix Segura. El Segura travessa el nucli tradicional al llarg de dos quilòmetres en el seu últim recorregut abans de desembocar a la Mediterrània, fet que justifica l'existència d'un pont de carreus construït en temps del rei Carles III, al segle xviii.

## Història
Ja del Neolític podem trobar testimonis de poblament; del Bronze trobem vestigis en el Cabeçó de les Particions i en el de Soler, el qual fortificaren els musulmans i hi fundaren l'alqueria d'Al-Mudawwar (Almodòvar); des de la seua fundació fins al 1602 va pertànyer a Oriola i des d'aquesta data fins al 29 de maig de 1773 en què compra la seua independència al rei a Guardamar del Segura; el 21 de març va perdre gran part del patrimoni i 30 veïns en el terratrèmol que va assolar les terres del Baix Segura; en febrer de 1833 fou escenari d'un avalot a favor de l'Arxiduc Carles; durant la guerra civil es va formar una col·lectivitat agrícola de la CNT que el 1938 fou amenaçada per l'ajuntament en pretendre aquest la devolució de les terres confiscades per la col·lectivitat a llurs antics propietaris; des del darrer terç del passat segle la tendència poblacional ha estat contínuament alcista.
El municipi va pertànyer a Guardamar del Segura fins al 29 de maig de 1773. Ha viscut les riuades del Segura en especial les de 1879 (6,54 metres), 1946, 1948, 1973 (5,60 metres), 1982, 1987 i 1989. També el terratrèmol del 21 de març 1829, de 6,2 en l'escala de Richter que va causar 30 morts a Rojals a més de 34 ferits, 319 cases destruïdes i 81 danyades.
La població, de parla castellana, el 2004, arriba a les 11.657 persones, la majoria dels quals resideixen a Ciudad Quesada, amb 6.312, que ha superat al centre històric que compta amb 4.052. Un altre nucli de població és "Las Heredades" amb 193.

## Economia i demografia
L'economia estava basada tradicionalment en l'agricultura i en l'artesania del cànem, el lli i l'espart, que en les darreres dècades s'ha vist aquesta reforçada amb el turisme. Actualment és un municipi amb fort increment d'activitats del sector serveis. Disposa d'una destacada activitat cultural entorn dels seus diversos museus (Arqueològic, Museu de l'Horta, de la Setmana Santa, entre altres) i teatre, seu del Certamen Nacional de Nanas i Nadales, un dels més longeus i importants del país. Paral·lelament s'ha desenvolupat una gran labor rehabilitadora del Barri de les Cuevas constituint actualment un hàbitat per a la pràctica artesana. L'existència de diverses i veteranes urbanitzacions residencials de gran qualitat ha originat importants col·lectius poblacionals d'altres països europeus, sent majoria anglesos i alemanys. Rojales compta amb el camp de golf La Marquesa, un dels més antics de la província d'Alacant. També destaquen les coves al marge esquerre del riu, habitades per pintors i bohemis.
| Población | 2.218 | 2.015 | 2.542 | 2.761 | 3.124 | 3.584 | 3.895 | 4.511 | 4.365 | 3.863 | 4.117 | 5.227 | 7.954 | 20.510 | 16.231 | 16.560 |

## Política i govern

### Composició de la Corporació Municipal
El Ple de l'Ajuntament està format per 17 regidors. En les eleccions municipals de 26 de maig de 2019 foren elegits 9 regidors del Partit Socialista del País Valencià (PSPV-PSOE), 3 del Partido Demócrata de Rojales (PADER), 3 de Ciutadans - Partit de la Ciutadania (Cs) i 2 del Partit Popular (PP).
| Eleccions municipals de 26 de maig de 2019 - Rojals                                                                        |                                          |                                     |                                     |        |          |          |
| Candidatura | Candidatura                              | Candidatura                         | Cap de llista                       | Vots   | Vots     | Regidors |
| | Partit Socialista del País Valencià-PSOE |                                     | Antonio Pérez García                | 1.834  | 51,21%   | 9 (-1)   |
| | Partido Demócrata de Rojales             |                                     | Desiderio Aráez Clemente            | 665    | 18,57%   | 3 ()     |
| | Ciutadans - Partit de la Ciutadania      |                                     | Alejandro Bernabé Viudes            | 635    | 17,73%   | 3 (+3)   |
| | Partit Popular                           |                                     | José Enrique Cartagena Cházara      | 416    | 11,62%   | 2 (-2)   |
| | Vots en blanc                            |                                     |                                     | 31     | 0,87%    |          |
| Total vots vàlids i regidors                                                                                               | Total vots vàlids i regidors             | Total vots vàlids i regidors        | Total vots vàlids i regidors        | 3.581  | 100 %    | 17       |
| | Vots nuls                                | Vots nuls                           | Vots nuls                           | 34     | 0,95%    |          |
| Participació (vots vàlids més nuls)                                                                                        | Participació (vots vàlids més nuls)      | Participació (vots vàlids més nuls) | Participació (vots vàlids més nuls) | 3.615  | 58,18%** |          |
| Abstenció | Abstenció                                | Abstenció                           | Abstenció                           | 2.599* | 41,82%** |          |
| Total cens electoral | Total cens electoral                     | Total cens electoral                | Total cens electoral                | 6.214* | 100 %**  |          |
| Alcalde: Antonio Pérez García (PSPV) (15/06/2019) Per majoria absoluta dels vots dels regidors (9 vots de PSPV)            |                                          |                                     |                                     |        |          |          |
| Fonts: JEC, JEZ Elx, M. Interior, Periòdic Ara. (* No són vots sinó electors. ** Percentatge respecte del cens electoral.) |                                          |                                     |                                     |        |          |          |

### Alcaldes
Des de 2011 l'alcalde de Rojals és Antonio Pérez García del Partit Socialista del País Valencià-PSOE qui ja fou alcalde el 2003.
| Període                       | Alcalde o alcaldessa     | Partit polític | Data de possessió | Observacions |
| ----------------------------- | ------------------------ | -------------- | ----------------- | ------------ |
| 1979–1983                     | Antonio Martínez García  | Independents   | 19/04/1979        | --           |
| 1983–1987                     | Antonio Martínez García  | AP-PDP-UL-UV   | 28/05/1983        | --           |
| 1987–1991                     | Antonio Martínez García  | AP             | 30/06/1987        | --           |
| 1991–1995                     | Antonio Martínez García  | PP             | 15/06/1991        | --           |
| 1995–1999                     | Antonio Martínez García  | PP             | 17/06/1995        | --           |
| 1999–2003                     | Antonio Martínez García  | PP             | 03/07/1999        | --           |
| 2003–2007                     | Antonio Pérez García     | PSPV-PSOE      | 14/06/2003        | --           |
| 2007–2011                     | Antonio Martínez Cánovas | PP             | 16/06/2007        | --           |
| 2011–2015                     | Antonio Pérez García     | PSPV-PSOE      | 11/06/2011        | --           |
| 2015–2019                     | Antonio Pérez García     | PSPV-PSOE      | 13/06/2015        | --           |
| 2019-2023                     | Antonio Pérez García     | PSPV-PSOE      | 15/06/2019        | --           |
| Des de 2023                   | n/d                      | n/d            | 17/06/2023        | --           |
| Fonts: Generalitat Valenciana |                          |                |                   |              |

## Monuments i llocs d'interés
El patrimoni rojaler s'articula generalment al voltant de la hidrologia. Entre els monuments i llocs d'interés de Rojals hi destaquen:
- Pont de Carles III. Pont de pedra, acabat el 23 d'octubre de 1790, que uneix els nuclis modern i antic del poble.
- L'Assut. Bastit en el segle xvi, actualment conserva la seua funció.
- La Sénia. Del Segle XIX i també en funcionament actualment.
- Aljubs de Gasparito. Donaven aigua als pobles de la contrada. Actualment un continua sent dipòsit d'agua i l'altre ha esdevingut Museu Etnològic i sala d'exposicions.
- Ecomuseu d'Hàbitat Soterrani. Antic barri de les Coves rehabilitat per allotjar activitats artesanals en el Soc Artesanal creat a l'efecte.
- Museu Arqueològic i Paleontològic.
- Museu de l'Horta.
- Museu de la Setmana Santa.
- Museu Etnogràfic de l'Horta.[8]
- Jaciments fòssils del Cabezo Soler.

Entre la cultura popular hi destaca la llegenda de "L'Encantà" i el relat de l'aparició de la Mare de Déu del Rosari al poble.

## Gastronomia
La cuina, apegada al terreny, està farcida de plats confeccionats amb els productes de l'horta i els animals de granja: arròs amb conill i caragols, truita de creïlla, carabasseta, carxofa i faves tendres; putxero amb pilota, etc. De dolç: flam de taronja, toñas de repulgo, coca de Sant Pere, dolç de raïm, bunyols rojalers, migas amb xocolata, entre d'altres.